# Aria (Argolis)
Aria (Oudgrieks: Άρεια, Grieks: Άρια Αργολίδας) is een plaats in de prefectuur Argolis. Het ligt ten oosten van Nafplion, op een afstand van drie kilometer van het centrum van de stad. Het is het eerste dorp op de weg Nafplio-Epidavros en is gebouwd aan de voet van een heuvel die een voortzetting is van de heuvel van Palamidi.
In 2021 had Aria 3529 inwoners en is daarmee de derde grootste nederzetting in Argolis. De afgelopen jaren heeft het dorp een sterke groei doorgemaakt vanwege de nabijheid van Nafplio. Aria omvat, afgezien van de hoofdnederzetting, Exostis (Merzes), Agia Kyriaki en Agia Moni. De omgeving van Aria biedt een prachtig uitzicht op de stad Nafplio, die ervoor ligt, met Palamidi en Bourtzi.

## Kerken
- Κοίμηση της Θεοτόκου (Hemelvaart van de Maagd Maria) is de centrale kerk van Aria en werd in 1866 gebouwd op de plaats van een reeds bestaande vroegchristelijke Byzantijnse kerk. De iconostase, gemaakt van marmer, werd gebouwd in 1893. Op de vooravond van 15 augustus wordt de Hemelvaart van de maagd Maria gevierd met vespers, gevolgd door een processie van de heilige icoon ter zegening van de lokale bevolking en wordt een plechtige kerkdienst gehouden.
- Άγιος Βλάσιος: (Agios Vlasios): is een kleine kerk bestaande uit een kleine basiliek met een plat dak en hoewel ze aan het eind van de 19e eeuw werd gebouwd, is het zeker dat er ter plekke een christelijke kerk heeft gestaan (het bestaan van een kerk wordt vermeld op een Venetiaanse topografische kaart uit 1714). Deze prachtige kleine kerk van Agios Vlasios Arias, die meer dan 150 jaar oud is, ligt aan de noordkant van Aria op de top van de Magoula-heuvel.